# Cadira

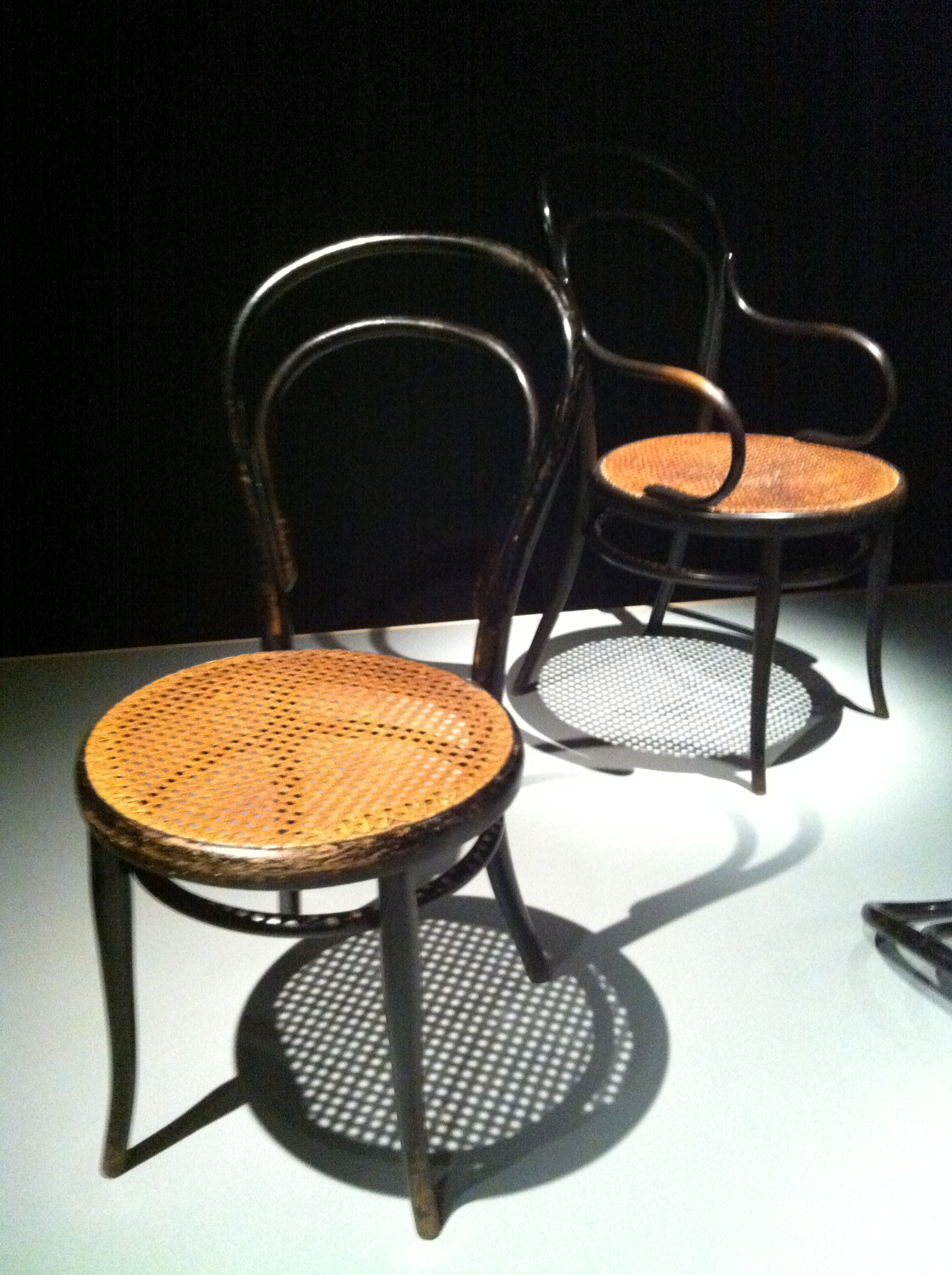
Germans Thonet, Cadira de Cafeteria Número 14, produïda des de 1859, en una exposició al DHUB.

Una cadira o cadia és un moble emprat per a seure, generalment amb respatller però sense braços. Avui dia es pot trobar entre el mobiliari de qualsevol casa però, no va començar a convertir-se en una peça omnipresent en el mobiliari fins al segle iv. La majoria de les cadires són de fusta però també n'hi ha de metall i fins i tot de pedra; algunes s'han pintat, lacat i daurat, a més, poden ser peces innovadores o reproduccions d'un model original. En general disposen de quatre potes, si bé n'hi ha també versions amb tres o fins i tot només una, que es ramifica a la base (especialment per a oficines).
La cadira es distingeix d'altres seients semblants com el sofà, el tamboret (sense braços ni respatller), la butaca, el banc, etc.

## Identificació
És possible identificar quan es va construir una cadira analitzant les seves parts:
La forma, la decoració del suport, les potes i els materials solen reflectir l'estil de l'època en què va ser construïda, de tal manera que l'observació d'aquests elements pot ajudar a establir la data.
Si es coneixen els elements que haurien d'estar presents en una cadira antiga, és relativament senzill identificar reproduccions i altres peces construïdes en períodes posteriors a l'origen.

## Tipologies
En aquest sentit, s'hi poden trobar diferents tipus de cadires:
- Cadira de nen: Seient amb un respatller regulable, es pot plegar per poder guardar-la, té rodes, frens, i fins i tot, una capota regulable per protegir el nen del sol, la pluja, el vent o el fred. A més, a sota del seient es pot trobar una mena de safata per portar objectes com un biberó, un xumet, roba de nen, etc.
- Cadira plegable: Seient (generalment de fusta) que té la capacitat de plegar-se.[5]
- Cadira de tisora: Seient plegable amb un seient i un respatller de tela i unes potes en aspa.
- Cadira d'oficina: Seient que s'utilitza principalment per a oficines. En aquest sentit, el seient és regulable (per pujar-lo o baixar-lo) i el respatller s'adapta a l'esquena.
- Butaca: Seient amb respatller i suports laterals per als braços els quals s'anomenen braços o recolzabraços.
- Trona: Cadira amb lleixa frontal que utilitzen els nens petits per arribar a la taula.
- Tron: Seient oficial sobre el que seu un personatge important. El tron, és un seient gran i luxosament decorat.[6]

## Les primeres cadires
A l'edat mitjana, les cadires i els tamborets van ser les mobles més comunes per seure. Les cadires, que es consideraven com un signe de rang social, estaven reservades per al senyor i la senyora de la casa. Les primeres cadires tenien forma de caixa i lel concepte constructiu es basava en l'embalatge.
 Els tamborets també es construïen mitjançant tècniques d'embalatge, i la popularitat d'aquest estil va perdurar fins al segle xvii.
A principi del segle xvii, va aparèixer un model de cadira més lleugera, més portàtil, coneguda com a tamboret amb respatller. No obstant això, les cadires no van ser peces corrents fins a mitjans de segle. Al segle xvii, els respatllers alts i els suport tornejats es van posar molt de moda. A més, la voluta en S es va convertir en un element molt important en el disseny de les potes.
D'altra banda, des del punt de vista del material, la noguera i el faig figuraven entre les fustes més utilitzades. A més, moltes cadires presentaven una reixeta de canya al seient o al respatller. A principi del segle xviii, el disseny de les cadires havia evolucionat encara més amb la introducció del suport en forma de bucle, la pala en forma de gerro, les potes cabriole i les corbes sinuoses.

## Història
A l'antiguitat una cadira era, com el tron, un símbol de poder. Per això les primeres restes de cadires provenen de dibuixos sobre els faraons egipcis i les escultures de divinitats grecollatines. Només a partir del Renaixement va passar a ser un moble comú de les classes altes, subjecte a les modes del moment. El material predominant era la fusta, amb coixins de seda, pell o tela per a més comoditat. Al segle xx va produir-se un augment dels materials (fusta, metall, etc.) i dissenys, amb la introducció de l'ergonomia.
És un dels mobles més antics que els éssers humans hem utilitzat per seure. Des dels temps més remots els éssers humans han pensat i desenvolupat mobles que els facilitin el descans i l'organització de la vida diària.
En aquest sentit, el mobiliari ha tingut tota una sèrie de característiques que han anat variant a cada època de la història:

### Egipte
Les cadires eren molt usades en aquesta època. En aquest sentit, gairebé tots aquests models, es conservaven en les tombes reials, les quals tenien un gran resultat artístic visualment.
Hi ha diversos tipus de cadires egípcies: la més primitiva i elemental era la plegable, en forma de X, el seient era molt còncau i estava teixit amb fibres vegetals o de cuir (d'una sola peça o de tires entrellaçades).
Un altre prototip de cadira, era el tron, com el de Tutankamon. Es tracta d'una cadira de tisora amb cap d'ànecs als peus, però amb un ric suport recobert de materials d'una gran riquesa ornamental.

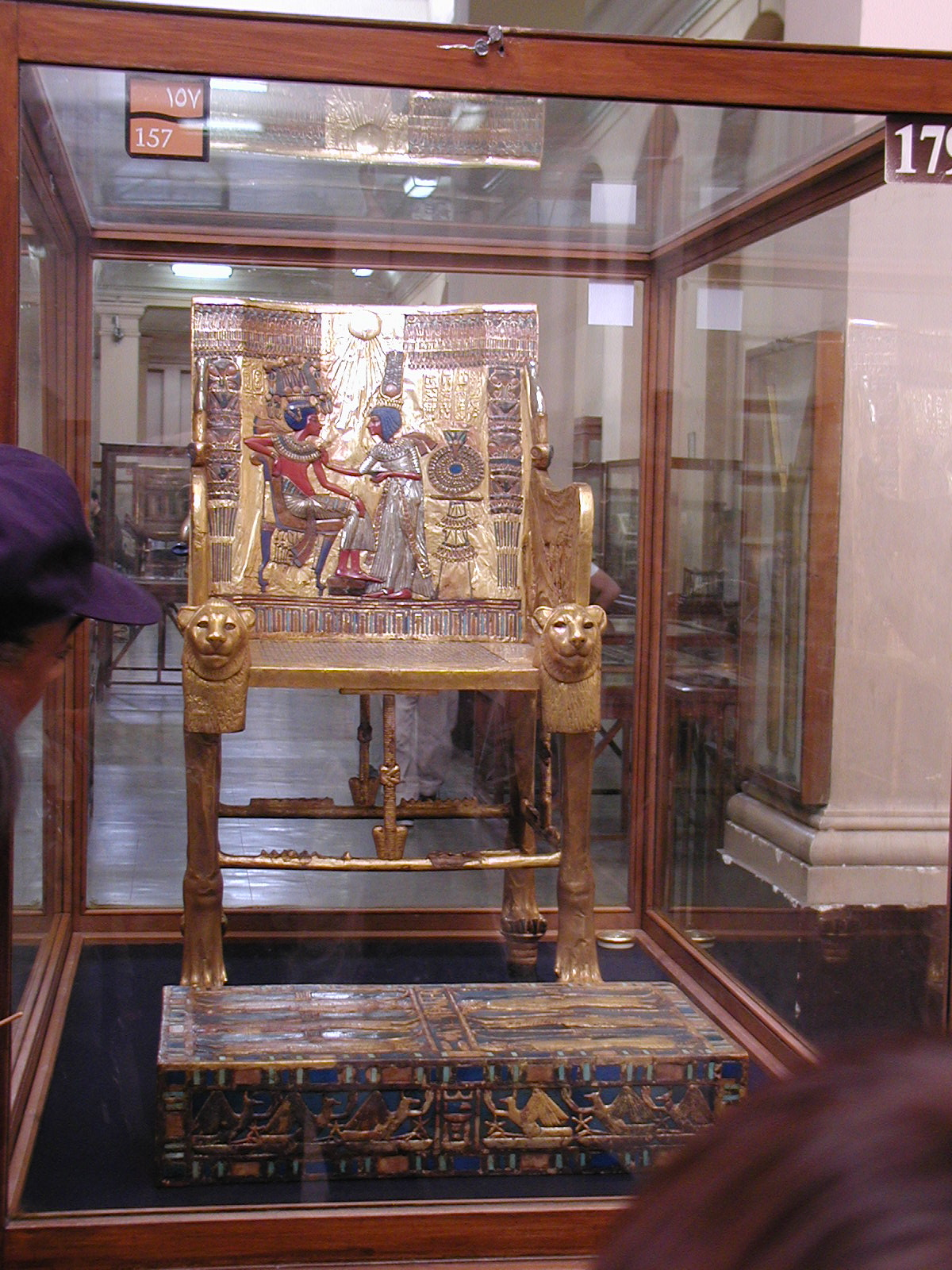
El tron de Tutankhamon, exhibit al Museu d'Antiguitats Egípcies

L'últim tipus de cadira és la cadira amb braços i d'idèntiques característiques a les anteriors tipologies.

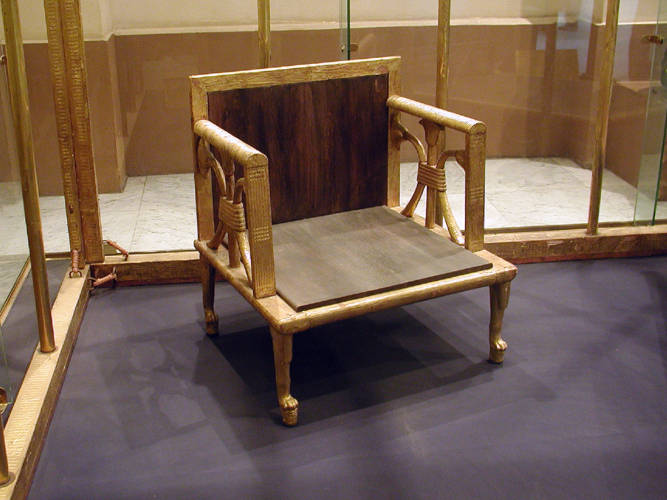
Cadira de la reina egípcia Hetepheres (s. XXVI aC.)

Les principals característiques de les cadires egípcies, són el suport, les potes i la peça de suport. El suport, en l'imperi antic és completament vertical, a l'imperi mitjà s'inclina cap enrere i a l'imperi nou, es fa còncau per a una millor adaptació de l'esquena. Les potes, estaven tornejades o acabaven en forma de coll d'ànec amb el cap a terra. I finalment, la peça de suport es trobava darrere del respatller, al costat del seient, amb la finalitat de donar-li més seguretat al seient.

### Grècia
A Grècia les cadires podien ser de fusta o de pedra. En l'art del moble grec es distingeixen dos tipus de cadires: un sense respatller, anomenada diphros, i una altra amb respatller, anomenada klismos. Les primeres cadires tenien les potes creuades en forma de tisora, o bé, el suport i les potes completament verticals.

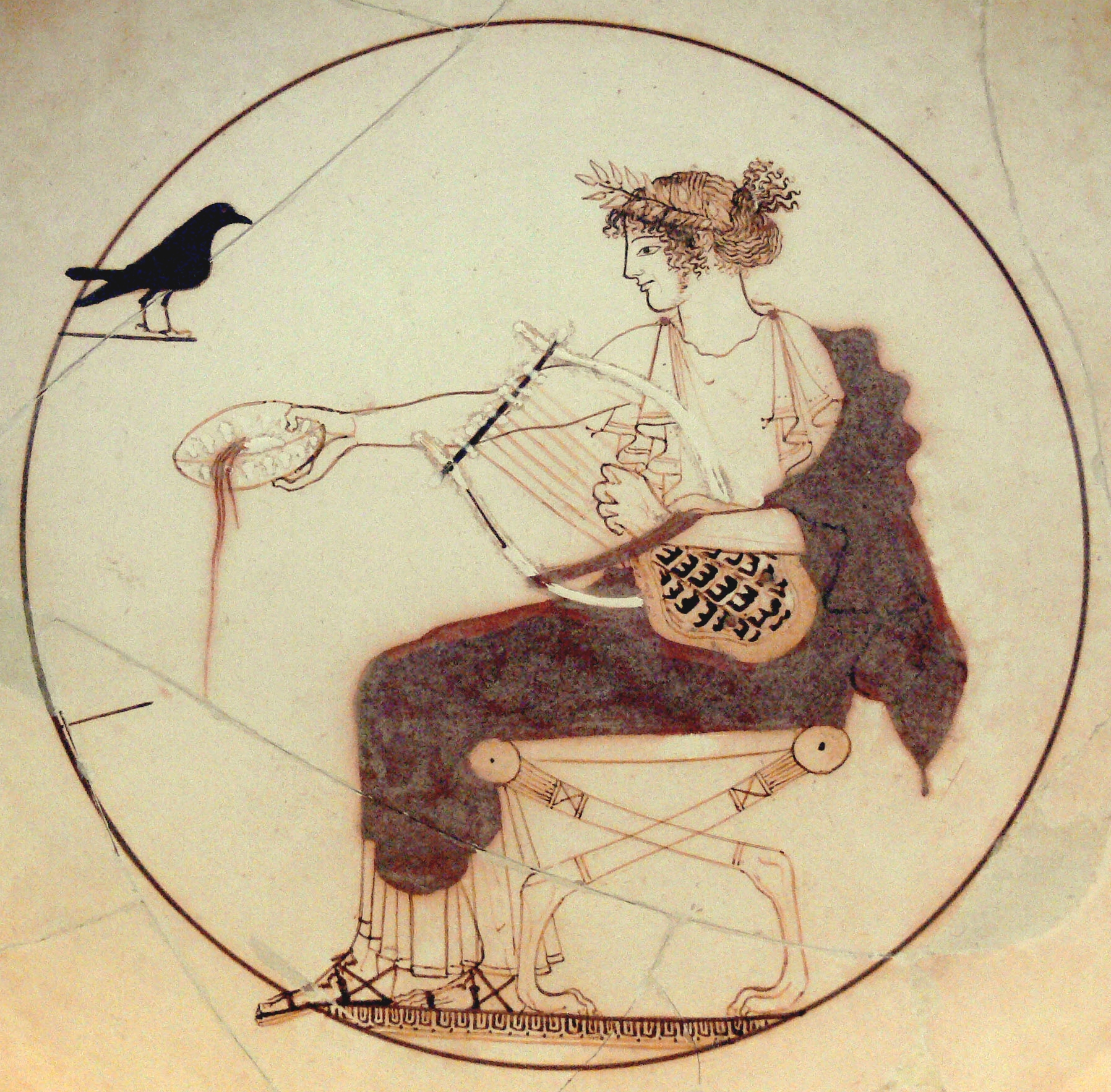
Apolo assegut en un diphros. Tondo de un kílix àtico de fons blanc, del Pintor de Pixtoneno, h. 480 a. C. Museu Arqueològic de Delfos.

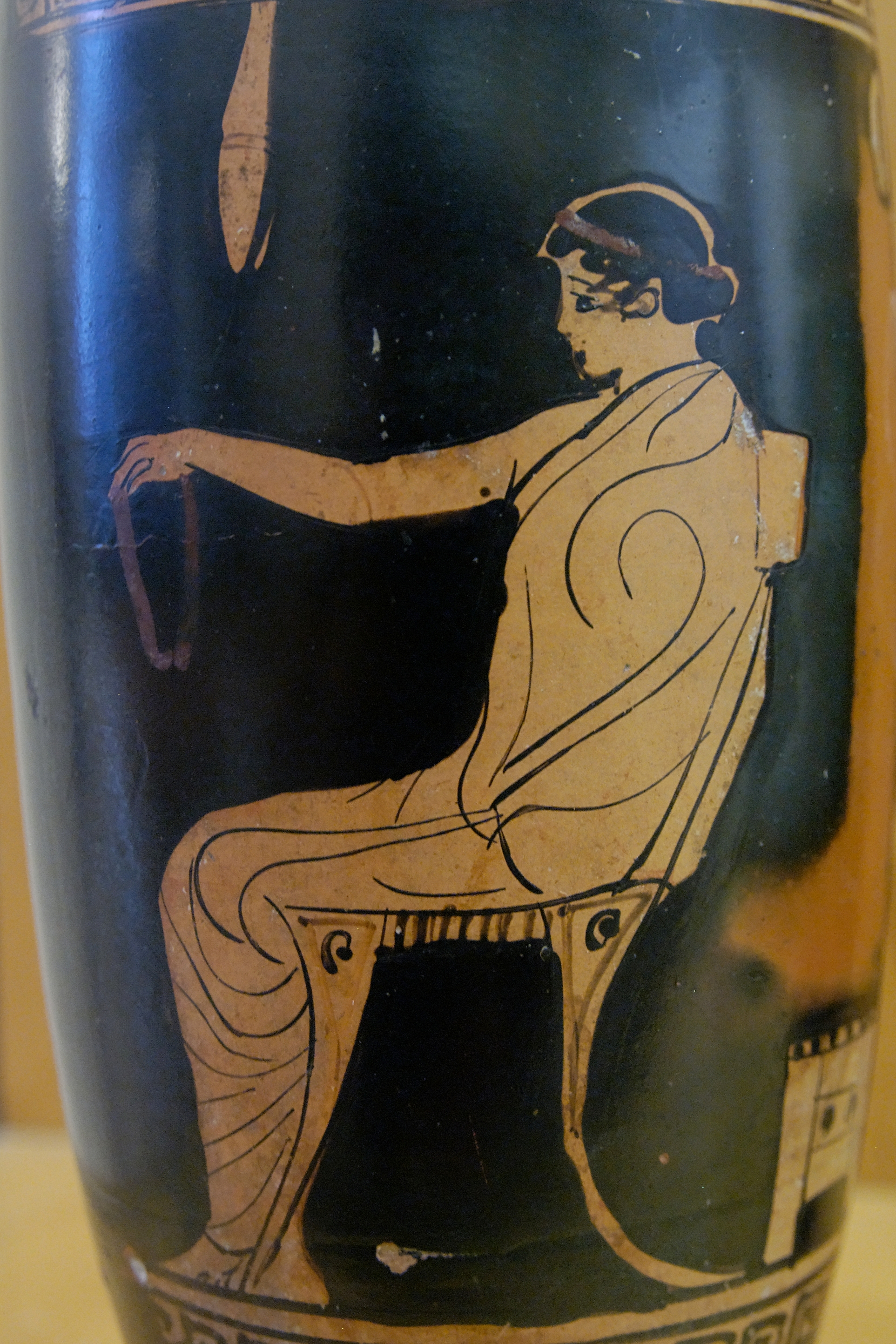
Silla Klismos pintada en una Ceràmica.

### Roma
No és un art totalment original, té moltes influències etrusques i gregues. Dels etruscos agafen l'arquitectura i l'enginyeria, dels grecs la cultura.
D'altra banda, els mobles que han arribat majoritàriament són mobles metàl·lics i de pedra amb les seves incrustacions però, els mobles de fusta s'han perdut amb el pas del temps.
A Roma, es poden trobar mobles en ús com la cadira etrusca, en bronze, que es caracteritza per tenir un suport de forma còncava unida al seient, el
qual està suportat per un cos cilíndric per substituir les potes. En aquest sentit, un cop absorbit el poble etrusc, començàvem a trobar la cadira en forma de tisora.

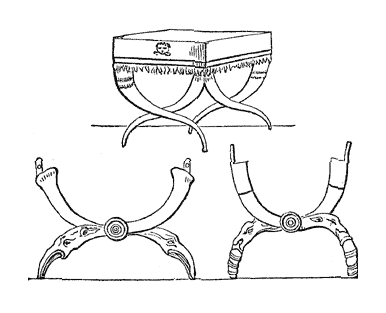
Una sella curulis i dos parells de potes de bronze de sellae curules (Museo Borbónico de Nápoles, vol. vi. tav. 28); copiades de la col·lecció del Vaticà.

D'altra banda, hi ha també, cadires simples amb dues peces anomenades bisellium, que de vegades, semblen plegables i s'utilitzen amb un 
tamboret per als peus (gairebé totes les cadires simples són de bronze). Les potes són cilíndriques i tornejades amb característics discos lenticulars. A més, porten una peça o suports laterals que corresponen als braços.
La cadira, més característica i representativa va ser l'anomenada curul, un simple tamboret de tisora. Algunes tenien les potes de doble curvatura decorades, i amb anelles laterals per a ser traslladades de lloc (el seu ús estava destinat a personatges i autoritats).
Als llocs públics eren corrents els bancs scamnum de bronze o de pedra. Molts d'aquests mobles de pedra i imitaven les formes de mobiliari de fusta.

### Romànic
En aquesta època les cadires són molt escasses. Per tant, veurem en aquesta època setials i faldistoris que s'usen principalment com seients d'honor només per als grans dignataris civils i eclesiàstics (en general tenen forma de tisora).

### Gòtic
Són mobles sòlids on predomina l'utilitarisme. D'altra banda, la decoració es redueix per ressaltar formes elegants. A més, les principals fustes de preferència són el roure i la noguera.
Les cadires d'aquesta època tenien les potes en general rectes, i estaven dotades de panys de ferro separats de la fusta mitjançant cuir o algun teixit.
En aquesta època també es pot trobar la càtedra, neix al segle xv i estava reservada per a la classe alta. La part inferior té forma de cofre, i el seient s'aixeca com si fos una tapa. Posseeix un suport molt elevat, sovint coronat per un dosser.

### Renaixement
El Renaixement, és un moment en què les corts ja són estables i necessiten mobiliari més complex, estable, gran i molt treballat. En aquest sentit, el mobiliari normalment es feien de talla, policromia i marqueteria (incrustació de fustes més petites en una peça de fusta; també es pot incrustar marfil, nacre, metall...).
La marqueteria es pot diferenciar segons la tècnica de realització: 
- En bloc: les rodalles poden ser d'1mm o menys. També es pot trobar carei.
- De pinyonet: incrustació (sobre fusta massissa) de petits fragments de fustes més clares, marfil o os. Els fragments tenen formes geomètriques senzilles.
- D'element per element: es diferencia de la de pinyonet perquè utilitza elements figuratius (plantes, flors, animals, formes humanes...) els elements poden ser de fusta, os, ivori, o bé estuc. Després, amb incisió fan els retocs (els detalls es poden fer amb tinta o pirogravat). Cap al Barroc, la marqueteria es farà sobre xapat i no sobre fusta massissa, és una manera d'estalviar material amb l'estructura.
- De perspectiva: intenta donar sensació de profunditat, utilitzen tonalitats de fusta. Necessiten un dibuix previ molt estudiat amb llums i ombres. Poden ser escenes de paisatge o bodegons. S'utilitza molt en armaris o grans plafons.
En aquest sentit, les cadires i tota la resta de mobiliari del Renaixement seguien aquestes pautes de decoració.

### Barroc
Provenint del període anterior, es faran les mateixes tècniques de marqueteria però partint de la base que hi ha una gran implantació de fustes exòtiques.
A més, a l'inici del Barroc sorgeix la figura del decorador i els mobles seguiran les seves pautes.
En aquest sentit els estils del moble francès marquen les línies principals del moble a Europa. Els mobles portaran el nom dels seus reis segons l'època, que donarà lloc a un estil concret:
- Lluís XIV, un estil amb colors, impactant, reci, massís i que vol donar sensació d'importància i solidesa.
- Lluís XV, un estil lleuger, confortable, amb formes més corbades i sobretot l'adaptació de la forma del petge “pota cabriolé” (d'influència oriental).
- Lluís XVI, es tracta d'un estil molt més lleuger, més delicat, elimina formes exagerades, és més recte, molt més senzill i equilibrat.
Per tant, les principals característiques de les cadires adoptaran diferents formes segons l'estil.
D'altra banda, en aquesta època es pot trobar també la butaca holandesa, un seient que barreja la fastuositat, la lleugeresa funcional i la comoditat. En aquest sentit, es tractava d'un moble principal: el seient de l'amo de la casa.

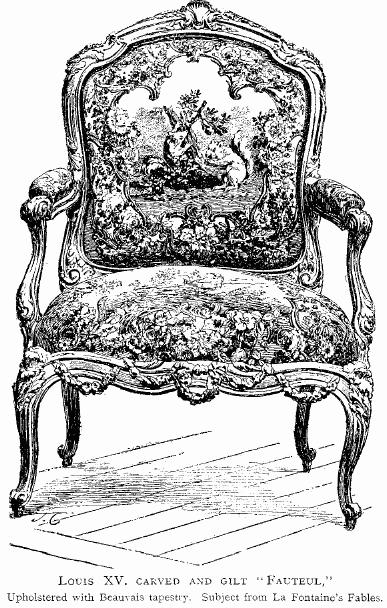
Butaca tallada i dorada a l'estil Lluís XV.

### Rococó
L'estil Rococó, es caracteritza principalment per una ornamentació elaborada, delicada i recarregada de colors com l'or i la plata, la fusta era polida, tractada amb laques de colors, tallada i daurada. Però, des del punt de vista decoratiu, es va caracteritzar per una ornamentació basada en arabescos, petxines marines, corbes sinuoses, formes corbes i femenines, per asimetria. En aquest sentit, tots els mobles estaven destinats a la comoditat.
Les cadires, es caracteritzaven per les potes llargues, amb solapa obliqua i compartiments ocults (no en totes), a més, eren ornamentades amb motius de temes mitològics, religiosos, històrics i romàntics, que requerien una gran minuciositat per ser fabricades.

### Neoclassicisme
En aquesta època els dissenyadors que l'inspiren tornen a les fonts gregues i romanes, però adaptades al segle xviii.
En aquest sentit, des del punt de vista del moble s'usaven fustes com el banús o la caoba. Les cadires, eren simples i geomètriques amb potes rectes que eren secció rodona o quadrada. A més, com a ornamentació podien utilitzar medallons, motllures corínties, jòniques o dòriques.
L'estil Rococó va deixar de ser popular i va ser reemplaçat per l'estil Neoclàssic, a mitjan segle xviii.